# Baseball-Weltmeisterschaft
Die Baseball-Weltmeisterschaft war ein internationales Baseballturnier zwischen den Nationalmannschaften, das vom internationalen Baseballverband IBAF gemeinsam mit nationalen Verbänden ausgerichtet wurde. Es fand alle zwei Jahre in Jahren mit ungerader Jahreszahl statt. Letzter Weltmeister wurde die Auswahl der Niederlande, die das Turnier in Panama 2011 für sich entscheiden konnten. Ab dem Jahre 2006 wurden auch Weltmeisterschaften mit Profis und Spielern aus der Minor League Baseball unter der Leitung der World Baseball Classic ausgetragen.

## Bedeutung des Turniers
Obwohl die Baseball-Weltmeisterschaft mit Unterstützung des Weltverbandes ausgetragen wurde, erhielt sie nur geringe öffentliche Aufmerksamkeit. Zwar durften seit 1996 auch Profis teilnehmen und einige Spieler der Minor League Baseball traten an, allerdings erlaubte die wichtigste Profiliga, die nordamerikanische Major League Baseball, ihren Spielern nicht die Teilnahme, so dass die Nationalmannschaften bei der Weltmeisterschaft nicht aus den besten Spielern bestanden. In Verhandlungen mehrerer internationaler Ligen und des Weltverbandes wurde 2006 der World Baseball Classic geschaffen, an dem auch die Spieler der Major League und anderer Profiligen teilnehmen und der so auch ein breiteres Publikum erreichen soll. Dieser Wettbewerb ersetzte die Weltmeisterschaft ab dem Jahr 2013.

## Geschichte
Die ursprünglich als gewöhnliche internationale Turniere ausgetragenen Wettbewerbe vor dem Zweiten Weltkrieg wurden nachträglich zu Weltmeisterschaften erhoben, die erste Weltmeisterschaft fand somit 1938 statt. Nach anfangs jährlichen Austragungen ging man in den 1960er Jahren zu einem vierjährigen Rhythmus über. 1973 gab es gleich zwei Weltmeisterschaften, nachdem sich der Weltverband des Amateur-Baseball von der IBAF abgespalten hatte. Seit 1974 fand das Turnier mit Ausnahme der olympischen Jahre 1992 und 1996 alle zwei Jahre statt. Nach dem Turnier von 1998 ging man 2001 zum Rhythmus mit ungeraden Jahreszahlen über.
Rekordmeister war die Mannschaft Kubas, die in 30 Teilnahmen 25 Titel gewann.

## Modus
In den letzten Turnieren gab es zwei Phasen: Eine kontinentale Qualifikationsphase und eine Finalrunde, an der 16 Nationalmannschaften teilnahmen. In der Finalrunde spielten zwei Gruppen aus jeweils acht Teams die Teilnehmer der Viertelfinals aus. Es folgten Halbfinale und Finale. Anders als bei den meisten nationalen Meisterschaften bestanden diese Finalspiele nur aus einem Spiel.
Das Turnier 2009 gliederte sich in drei Runden und die Finalphase: In der ersten Runde spielten 20 Mannschaften in fünf Gruppen in Barcelona, Zagreb, Regensburg, Stockholm und Prag je eine Round-Robin-Runde. Die besten zwei Mannschaften jeder Gruppe und die vier besten Drittplatzierten aller Gruppen spielten in Italien und den Niederlanden in zwei Gruppen erneut je eine Round-Robin-Runde. Italien und die Niederlande griffen in dieser zweiten Runde in das Turnier ein. Die besten vier Mannschaften einer Gruppe spielten dann in der dritten Runde gegen die vier Bestplatzierten der anderen Gruppe. Danach spielten die Erstplatzierten in einem Spiel den Weltmeister aus, die Zweitplatzierten spielten um Bronze und die Dritten und Vierten beider Gruppen die Spiele um die Plätze.
2011 wurden wieder zwei Gruppen zu 8 Mannschaften gebildet. Die jeweils vier Besten jeder Gruppe qualifizierten sich für die zweite Runde. Dort wurde ebenfalls ein Rundenturnier ausgetragen. Die beiden besten Teams spielten zum Schluss um den Weltmeistertitel.

## Medaillengewinner der IBAF
| Jahr | Austragungsland         | Teilnehmer | Gold                    | Silber                       | Bronze                  |
| ---- | ----------------------- | ---------- | ----------------------- | ---------------------------- | ----------------------- |
| 1938 | Vereinigtes Königreich  | 2          | Vereinigtes Königreich  | Vereinigte Staaten           | -                       |
| 1939 | Kuba                    | 3          | Kuba                    | Nicaragua                    | Vereinigte Staaten      |
| 1940 | Kuba                    | 7          | Kuba                    | Nicaragua Vereinigte Staaten | -                       |
| 1941 | Kuba                    | 9          | Venezuela               | Kuba                         | Mexiko                  |
| 1942 | Kuba                    | 5          | Kuba                    | Dominikanische Republik      | Venezuela               |
| 1943 | Kuba                    | 4          | Kuba                    | Mexiko                       | Dominikanische Republik |
| 1944 | Venezuela               | 8          | Venezuela               | Mexiko                       | Kuba                    |
| 1945 | Venezuela               | 6          | Venezuela               | Kolumbien                    | Panama                  |
| 1947 | Kolumbien               | 9          | Kolumbien               | Puerto Rico                  | Nicaragua               |
| 1948 | Nicaragua               | 8          | Dominikanische Republik | Puerto Rico                  | Kolumbien               |
| 1950 | Nicaragua               | 12         | Kuba                    | Dominikanische Republik      | Venezuela               |
| 1951 | Mexiko                  | 11         | Puerto Rico             | Venezuela                    | Kuba                    |
| 1952 | Kuba                    | 13         | Kuba                    | Dominikanische Republik      | Puerto Rico             |
| 1953 | Venezuela               | 11         | Kuba                    | Venezuela                    | Nicaragua               |
| 1961 | Costa Rica              | 10         | Kuba                    | Mexiko                       | Venezuela               |
| 1965 | Kolumbien               | 9          | Kolumbien               | Mexiko                       | Puerto Rico             |
| 1969 | Dominikanische Republik | 11         | Kuba                    | Vereinigte Staaten           | Dominikanische Republik |
| 1970 | Kolumbien               | 12         | Kuba                    | Vereinigte Staaten           | Puerto Rico             |
| 1971 | Kolumbien               | 10         | Kuba                    | Kolumbien                    | Nicaragua               |
| 1972 | Nicaragua               | 16         | Kuba                    | Vereinigte Staaten           | Nicaragua               |
| 1973 | Kuba                    | 8          | Kuba                    | Puerto Rico                  | Venezuela               |
| 1973 | Nicaragua               | 11         | Vereinigte Staaten      | Nicaragua                    | Puerto Rico             |
| 1974 | Vereinigte Staaten      | 9          | Vereinigte Staaten      | Nicaragua                    | Kolumbien               |
| 1976 | Kolumbien               | 11         | Kuba                    | Puerto Rico                  | Japan                   |
| 1978 | Italien                 | 11         | Kuba                    | Vereinigte Staaten           | Südkorea                |
| 1980 | Japan                   | 12         | Kuba                    | Südkorea                     | Japan                   |
| 1982 | Südkorea                | 10         | Südkorea                | Japan                        | Vereinigte Staaten      |
| 1984 | Kuba                    | 13         | Kuba                    | Chinesisch Taipeh            | Vereinigte Staaten      |
| 1986 | Niederlande             | 12         | Kuba                    | Südkorea                     | Chinesisch Taipeh       |
| 1988 | Italien                 | 12         | Kuba                    | Vereinigte Staaten           | Chinesisch Taipeh       |
| 1990 | Kanada                  | 12         | Kuba                    | Nicaragua                    | Südkorea                |
| 1994 | Nicaragua               | 16         | Kuba                    | Südkorea                     | Japan                   |
| 1998 | Italien                 | 16         | Kuba                    | Südkorea                     | Nicaragua               |
| 2001 | Republik China (Taiwan) | 16         | Kuba                    | Vereinigte Staaten           | Chinesisch Taipeh       |
| 2003 | Kuba                    | 15         | Kuba                    | Panama                       | Japan                   |
| 2005 | Niederlande             | 18         | Kuba                    | Südkorea                     | Panama                  |
| 2007 | Republik China (Taiwan) | 16         | Vereinigte Staaten      | Kuba                         | Japan                   |
| 2009 | Europa                  | 22         | Vereinigte Staaten      | Kuba                         | Kanada                  |
| 2011 | Panama                  | 16         | Niederlande             | Kuba                         | Kanada                  |

### Medaillenspiegel der IBAF
| Nation                  | Gold | Silber | Bronze | Summe |
| ----------------------- | ---- | ------ | ------ | ----- |
| Kuba                    | 25   | 4      | 2      | 31    |
| Vereinigte Staaten      | 4    | 8      | 3      | 15    |
| Venezuela               | 3    | 2      | 4      | 9     |
| Kolumbien               | 2    | 2      | 2      | 6     |
| Südkorea                | 1    | 5      | 2      | 8     |
| Puerto Rico             | 1    | 4      | 4      | 9     |
| Dominikanische Republik | 1    | 3      | 2      | 6     |
| Vereinigtes Königreich  | 1    | 0      | 0      | 1     |
| Niederlande             | 1    | 0      | 0      | 1     |
| Nicaragua               | 0    | 5      | 5      | 10    |
| Mexiko                  | 0    | 4      | 1      | 5     |
| Japan                   | 0    | 1      | 5      | 6     |
| Chinesisch Taipeh       | 0    | 1      | 3      | 4     |
| Panama                  | 0    | 1      | 2      | 3     |
| Kanada                  | 0    | 0      | 2      | 2     |

## Medaillengewinner derWBC
| Jahr | Austragungsland    | Teilnehmer | Gold                    | Silber      | Bronze    |
| ---- | ------------------ | ---------- | ----------------------- | ----------- | --------- |
| 2006 | Vereinigte Staaten | 2          | Japan                   | Kuba        | Südkorea  |
| 2009 | Vereinigte Staaten | 3          | Japan                   | Südkorea    | Venezuela |
| 2013 | Vereinigte Staaten | 7          | Dominikanische Republik | Puerto Rico | Japan     |
| 2017 | Vereinigte Staaten | 9          | Vereinigte Staaten      | Puerto Rico | Japan     |

### Medaillenspiegel der WBC
| Nation                  | Gold | Silber | Bronze | Summe |
| ----------------------- | ---- | ------ | ------ | ----- |
| Japan                   | 2    | 0      | 2      | 4     |
| Dominikanische Republik | 1    | 0      | 0      | 1     |
| Vereinigte Staaten      | 1    | 0      | 0      | 1     |
| Puerto Rico             | 0    | 2      | 0      | 2     |
| Südkorea                | 0    | 1      | 1      | 2     |
| Kuba                    | 0    | 1      | 0      | 1     |
| Venezuela               | 0    | 0      | 1      | 1     |

### Medaillenspiegel Gesamt
| Nation                  | Gold | Silber | Bronze | Summe |
| ----------------------- | ---- | ------ | ------ | ----- |
| Kuba                    | 25   | 5      | 2      | 32    |
| Vereinigte Staaten      | 5    | 8      | 3      | 16    |
| Venezuela               | 3    | 2      | 5      | 10    |
| Dominikanische Republik | 2    | 3      | 2      | 7     |
| Kolumbien               | 2    | 2      | 2      | 6     |
| Japan                   | 2    | 1      | 7      | 10    |
| Puerto Rico             | 1    | 6      | 4      | 11    |
| Südkorea                | 1    | 6      | 3      | 10    |
| Vereinigtes Königreich  | 1    | 0      | 0      | 1     |
| Niederlande             | 1    | 0      | 0      | 1     |
| Nicaragua               | 0    | 5      | 5      | 10    |
| Mexiko                  | 0    | 4      | 1      | 5     |
| Chinesisch Taipeh       | 0    | 1      | 3      | 4     |
| Panama                  | 0    | 1      | 2      | 3     |
| Kanada                  | 0    | 0      | 2      | 2     |